# Platycnemis foliacea
Platycnemis foliacea – gatunek ważki z rodziny pióronogowatych (Platycnemididae). Występuje w Chinach; miejsce typowe to Pekin. Do 2021 roku za podgatunek Platycnemis foliacea uznawany był zamieszkujący Japonię Platycnemis sasakii, podniesiony do rangi gatunku.